# Архіпелаг Сєдова
Архіпела́г Сєдо́ва (рос. Архипелаг Седова) — група островів у західній частині архіпелагу Північна Земля в Карському морі.
Адміністративно належить до Таймирського Долгано-Ненецького району Красноярського краю Російської федерації.
Архіпелаг складається з шести великих островів, а також кількох невеличких островів, що витягнулися у лінію протяжністю у 53 кілометри з південного сходу (від півострова Паризької Комуни острова Жовтневої Революції) на північний захід. Найсхідніший з островів архіпелагу знаходиться за 4,9 кілометри від острова Жовтневої Революції і відділяється від нього протокою Східною.

## Склад[1]
1. Острів Голом'яний.
2. Острів Середній.
3. Острів Домашній.
4. Острів Стріла.
5. Острів Фігурний.
6. Острів Восточний.

Крім того, до складу архіпелагу входить кілька малих безіменних островів.

## Історія відкриття
Архіпелаг був відкритий 1913 року Російською гідрографічною експедицією під керівництвом Бориса Вількицького.
Свою назву отримав на честь полярного дослідника Георгія Сєдова.
У 1930—1932 роках радянська полярною експедицією під керівництвом Георгія Ушакова була закладена полярна станція «Отрів Домашній» (нині покинута), а також складена перша повна мапа архіпелагу.
З 1954 року на архіпелазі діє полярна станція «Острів Голом'яний».